# スノーバレー利賀
スノーバレー利賀（スノーバレーとが）は、富山県南砺市利賀村上百瀬にかつて存在したスキー場である。利賀ふるさと財団が運営していた。
1997年（平成9年）12月12日にオープン。当初第三セクターの利賀リゾート開発が管理・運営を行っていたが、経営不振のため2000年（平成12年）9月28日に村営化が決定され、同年12月に利賀村に売却された。2013年3月24日の営業を最後に、南砺市の方針により閉鎖。

## コース
| コース      | 滑走距離 | 最大斜度 | 平均斜度 | レベル     |
| ----------- | -------- | -------- | -------- | ---------- |
| A           | 390m     |          |          | 上級       |
| B           | 960m     | 35度     | 19度     | 上級       |
| C           | 220m     |          |          | 初級       |
| D           | 650m     | 20度     | 15度     | 中級       |
| F           | 2,055m   | 20度     | 12度     | 中級       |
| G           | 290m     |          |          | 初級       |
| 第1ゲレンデ | 800m     |          |          | 初級・中級 |
| 第2ゲレンデ | 350m     | 15度     |          | 初級       |
| 第3ゲレンデ | 355m     |          |          | 中級       |
| 林間コース  | 5,000m   |          |          | 初級       |

## 施設
- セントラルプラザタイム
  - レストラン・スターダム
  - ミズノプロ・スーベニアショップ（売店）
  - レンタルショップ
  - スクール
- ハーフタイム（休憩所）
- 駐車場（2,000台、無料）

## 交通アクセス
- 北陸自動車道砺波ICから約50分。富山ICから約1時間。
- 東海北陸自動車道福光IC・五箇山ICから約1時間。